# Agkistrodon taylori
Agkistrodon taylori är en ormart som beskrevs av Burger och Robertson 1951. Agkistrodon taylori ingår i släktet Agkistrodon och familjen huggormar. IUCN kategoriserar arten globalt som livskraftig. Inga underarter finns listade i Catalogue of Life.
Arten förekommer i östra Mexiko. Den lever i torra lövfällande skogar, i områden med taggiga växter och i gräsmarker. Agkistrodon taylori vistas ofta nära vattenansamlingar.